# Dangjia
Dangjia (kinesiska: 党家镇, 党家) är en köping i Kina. Den ligger i provinsen Shandong, i den östra delen av landet, omkring 36 kilometer nordost om provinshuvudstaden Jinan.
Genomsnittlig årsnederbörd är 841 millimeter. Den regnigaste månaden är juli, med i genomsnitt 315 mm nederbörd, och den torraste är januari, med 6 mm nederbörd.